# Ironman Allemagne
L'Ironman Allemagne (Ironman Frankfurt Germany) est une compétition de triathlon longue distance qui se déroule depuis 2002 à Francfort dans la région de Hesse. Compétition qualificative pour le championnat du monde d'Ironman à Kailua-Kona (Hawaï), la compétition attribue également le titre continental de champion d'Europe d'Ironman, dont il est l’épreuve support. L'Ironman Allemagne prend la suite de l'Ironman Europe créé en 1988, première compétition labellisé Ironman sur le continent européen et quatrième plus ancienne compétition du circuit international organisé par la World Triathlon Corporation.

## Histoire

### Ironman Europe
En 1988, la première compétition labellisée Ironman en Europe est organisée en Allemagne à Roth. C'est la quatrième course qualificative pour le championnat du monde à Hawaï, après les Ironmans Nouvelle-Zélande, Japon et Canada.
Dans les années 1990, L'Ironman Europe est un évènement majeur du circuit international de triathlon longue distance qui attire plus de 100 000 spectateurs et qui reçoit plus de 4 000 demandes d’inscription pour 2 700 places maximum. L'évènement permet à de nombreux triathlètes européens, et allemands en particulier, de se qualifier pour le championnat du monde.
En 2001 la World Triathlon Corporation (WTC) décide de ne pas renouveler le contrat d'organisation de l'Ironman Europe Roth, course qualificative pour l'Ironman World Championship de Kona à Hawaï. 2001 est la dernière année d'organisation de cette épreuve à Roth sous ce label, qui fut en 1988 la première course labellisée Ironman sur le continent européen . L'épreuve quitte le circuit qualificatif Ironman mais connait une suite et devient le Challenge Roth organisé par une société privée concurrente de la WTC, Challenge Family.

### Ironman Allemagne
L'initiative d'un l'Ironman à Francfort revient à Kurt Denk, ancien skieur alpin et passionné de planche à voile, qui a participé à titre personnel au marathon d'Honolulu. Ingénieur graphiste, fondateur en 1986 d'agence de voyage qui organise régulièrement des séjours de triathlètes à Hawaï. Il est contacté en octobre 2000 par Lew Friedland ancien directeur général de la World Triathlon Corporation (WTC), qui lui expose sa recherche d'un nouveau lieu et d'une nouvelle organisation en remplacement de l’Ironman Europe à Roth, dont la licence n'est pas renouvelé,. Après un court temps de réflexion Kurd Denk propose à la WTC, un groupe de partenaire dans lequel se trouve la société XDream Sport dont il est propriétaire, pour organiser la compétition. Ne faisant pas mystère de son inexpérience en matière d'organisation, la WTC qui accepte sa proposition lui adjoint à titre d'associer BK Sport, société ayant organisé pendant un temps l'Ironman Suisse. L'approbation politique nécessaire pour l'organisation d'un tel événement dans la ville de Francfort, avec son corollaire d'obligations et de fermetures de voies à la circulation est rendue possible par la volonté de la région de Hesse et de la ville de Francfort pour renforcer leur candidature de ville et région hôte pour les jeux olympiques d'été de 2012 et pour lesquels l'Allemagne est alors candidate,.
Jusqu'en 2008 Kurt Denk reste responsable de la société Xdream détentrice de la licence Ironman et de l'organisation. En 2009, il propose à la WTC de racheter sa société tout en restant directeur exécutif. En 2009, à l'âge de 60 ans, il transmet ses fonctions à Kai Walter, un ancien officier de l'armée qui fait partie de l'organisation depuis 2004. Kurt Denk reste proche du monde du sport et publie un livre en 2013 sur la création et l'histoire de l'Ironman Allemagne. Kai Walter reste à la tête de l’organisation jusqu'en mars 2014 et de la société Xdream qui sera rebaptisée Ironman Germany en tant que filiale de la WTC. Il cède sa direction à  Björn Steinmetz responsable de l'organisation du Defi Kraichgau en Autriche.

### Championnat d'Europe d'Ironman

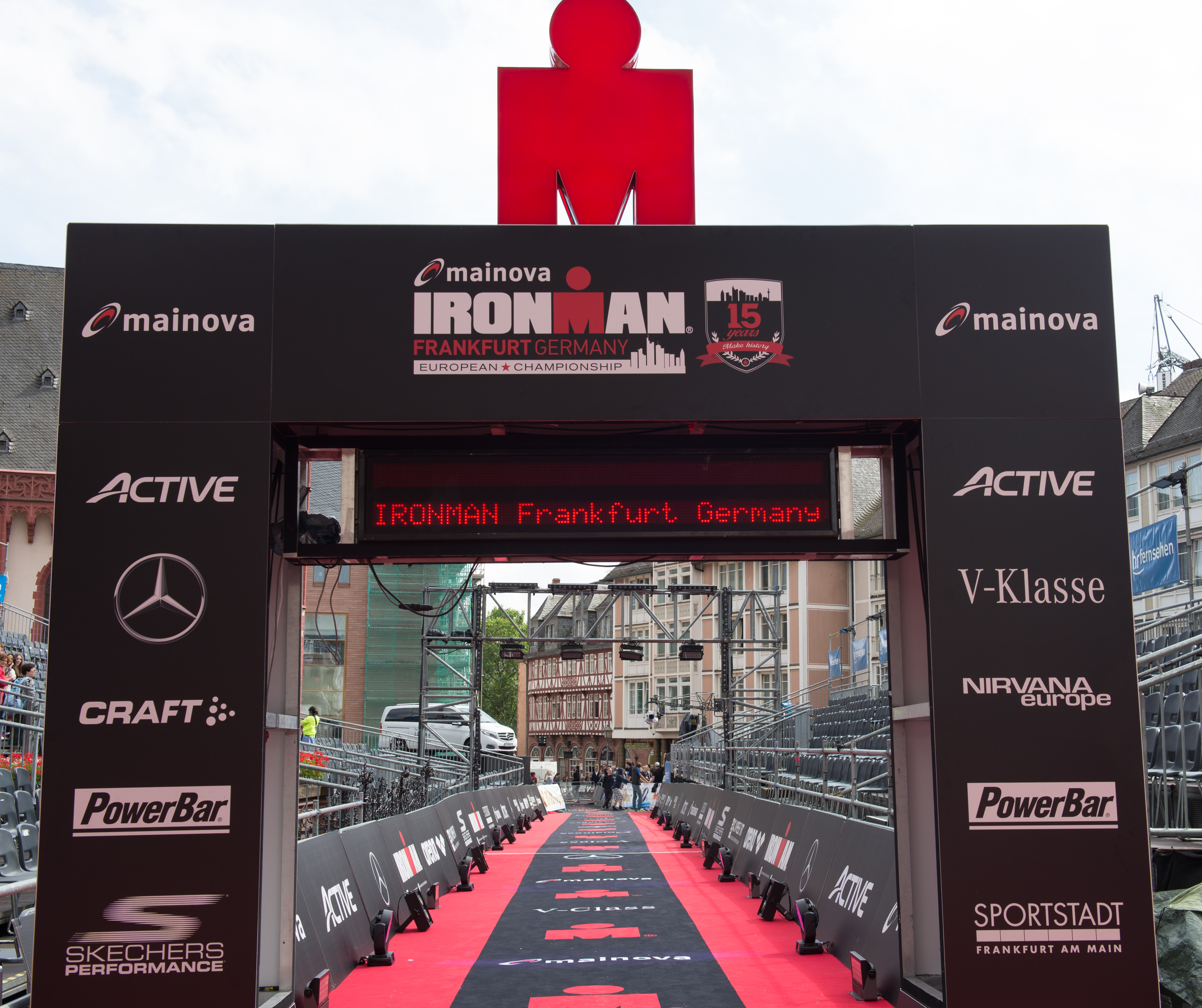
Finishline Ironman 2016

En 2005 l'Ironman Allemagne devient également l'épreuve support du « championnat d'Europe d'Ironman » (« Ironman European Championship »). Cette attribution de titre crée parmi les autres licences européennes de vivent tensions concurrentielles et la création d'un titre officiel démarre une période conflictuelle avec la Fédération internationale de triathlon (ITU) qui conteste la nature officielle de ce championnat au regard de ces propres attributions. Le conflit atteint un paroxysme lorsque la World Triathlon Corporation (WTC) met fin à toute coopération avec l'ITU et ses fédération sportives,. Après plusieurs mois de négociations un accord conventionnel est trouvé entre la WTC et l'ITU pour une reconnaissance réciproque des événements de triathlon organisés par les deux entités. Le tribunal arbitral du sport ayant rejeté les demandes de sanctions de l'ITU à l'encontre de la WTC, celui estimant qu'un championnat du monde d'Ironman existait avant la création de l'ITU et que cette marque étant propriété de la WTC, celle-ci peut prétendre à organiser un championnat du monde dans le respect de la réglementation de l'ITU. Par déclinaison le verdict du tribunal confirme que ce sont rendu est applicable à l'étiquette « championnat d'Europe d'Ironman », pour les mêmes raisons. La fédération allemande (DTU) et la société Xdream chargée de l'organisation reprennent leur collaboration,, mais il faut encore quelques années avant que la WTC et L'ITU complètent leurs accords d'organisation

## Palmarès
| Année | Médaille d'or        | Temps           | Médaille d'argent   | Temps           | Médaille de bronze | Temps           |
| ----- | -------------------- | --------------- | ------------------- | --------------- | ------------------ | --------------- |
| 2024  | Kristian Blummenfelt | 7 h 27 min 21 s | Kieran Lindars      | 7 h 32 min 14 s | Gregory Barnaby    | 7 h 33 min 44 s |
| 2022  | Denis Chevrot        | 7 h 52 min 54 s | Robert Wilkowiecki  | 7 h 56 min 32 s | Clément Mignon     | 7 h 58 min 43 s |
| 2021  | Patrik Nilsson       | 7 h 59 min 21 s | Kristian Høgenhaug  | 8 h 0 min 18 s  | David McNamee      | 8 h 2 min 29 s  |
| 2019  | Jan Frodeno          | 7 h 56 min 2 s  | Sebastian Kienle    | 8 h 0 min 1 s   | Franz Loeschke     | 8 h 17 min 24 s |
| 2018  | Jan Frodeno          | 8 h 0 min 58 s  | Patrik Nilsson      | 8 h 8 min 15 s  | Patrick Lange      | 8 h 9 min 26 s  |
| 2017  | Sebastian Kienle     | 7 h 41 min 42 s | Andreas Böcherer    | 7 h 46 min 7 s  | Patrik Nilsson     | 7 h 50 min 16 s |
| 2016  | Sebastian Kienle     | 7 h 52 min 43 s | Andreas Böcherer    | 7 h 53 min 50 s | Eneko Llanos       | 8 h 9 min 8 s   |
| 2015  | Jan Frodeno          | 7 h 49 min 48 s | Sebastian Kienle    | 8 h 1 min 39 s  | Andreas Böcherer   | 8 h 3 min 49 s  |
| 2014  | Sebastian Kienle     | 7 h 55 min 14 s | Frederik Van Lierde | 8 h 0 min 25 s  | Jan Frodeno        | 8 h 7 min 5 s   |
| 2013  | Eneko Llanos         | 7 h 59 min 58 s | Jan Raphael         | 8 h 7 min 19 s  | Bas Diederen       | 8 h 12 min 7 s  |
| 2012  | Marino Vanhoenacker  | 8 h 3 min 31 s  | Sebastian Kienle    | 8 h 9 min 55 s  | Clemente Alonso    | 8 h 14 min 4 s  |
| 2011  | Faris Al-Sultan      | 8 h 13 min 50 s | Jan Raphael         | 8 h 19 min 31 s | Michael Göhner     | 8 h 20 min 26 s |
| 2010  | Andreas Raelert      | 8 h 5 min 15 s  | Timo Bracht         | 8 h 10 min 22 s | Chris McCormack    | 8 h 14 min 43 s |
| 2009  | Timo Bracht          | 7 h 59 min 15 s | Eneko Llanos        | 8 h 0 min 21 s  | Chris McCormack    | 8 h 3 min 5 s   |
| 2008  | Chris McCormack      | 7 h 59 min 55 s | Eneko Llanos        | 8 h 0 min 49 s  | Timo Bracht        | 8 h 4 min 16 s  |
| 2007  | Timo Bracht          | 8 h 9 min 15 s  | Michael Göhner      | 8 h 11 min 50 s | Frank Vytrisal     | 8 h 13 min 34 s |
| 2006  | Cameron Brown        | 8 h 13 min 39 s | Timo Bracht         | 8 h 17 min 32 s | Frank Vytrisal     | 8 h 24 min 36 s |
| 2005  | Normann Stadler      | 8 h 20 min 50 s | Cameron Brown       | 8 h 28 min 39 s | Markus Forster     | 8 h 30 min 22 s |
| 2004  | Stefan Holzner       | 8 h 16 min 35 s | Cameron Brown       | 8 h 18 min 11 s | Tim DeBoom         | 8 h 18 min 47 s |
| 2003  | Stefan Holzner       | 8 h 12 min 29 s | Cameron Brown       | 8 h 15 min 51 s | Jürgen Zäck        | 8 h 20 min 12 s |
| 2002  | Lothar Leder         | 8 h 21 min 31 s | Jürgen Zäck         | 8 h 30 min 7 s  | Uwe Widmann        | 8 h 51 min 15 s |

| Année | Médaille d'or       | Temps           | Médaille d'argent  | Temps           | Médaille de bronze | Temps           |
| ----- | ------------------- | --------------- | ------------------ | --------------- | ------------------ | --------------- |
| 2023  | Sarah True          | 8 h 54 min 53 s | Skye Moench        | 8 h 57 min 30 s | Agnieszka Jerzyk   | 9 h 2 min 53 s  |
| 2022  | Daniela Bleymehl    | 9 h 2 min 55 s  | Nikki Bartlett     | 9 h 5 min 21 s  | Dimity-Lee Duke    | 9 h 16 min 46 s |
| 2019  | Skye Moench         | 9 h 15 min 31 s | Imogen Simmonds    | 9 h 26 min 1 s  | Jen Annett         | 9 h 36 min 25 s |
| 2018  | Daniela Ryf         | 8 h 38 min 44 s | Sarah True         | 9 h 5 min 19 s  | Sarah Crowley      | 9 h 11 min 31 s |
| 2017  | Sarah Crowley       | 8 h 47 min 58 s | Lucy Charles       | 8 h 51 min 50 s | Alexandra Tondeur  | 8 h 59 min 55 s |
| 2016  | Melissa Hauschildt  | 9 h 1 min 17 s  | Katja Konschak     | 9 h 9 min 58 s  | Daniela Sämmler    | 9 h 13 min 23 s |
| 2015  | Daniela Ryf         | 8 h 51 min 0 s  | Julia Gajer        | 9 h 1 min 58 s  | Caroline Steffen   | 9 h 11 min 55 s |
| 2014  | Corinne Abraham     | 8 h 52 min 40 s | Elizabeth Lyles    | 8 h 56 min 36 s | Gina Crawford      | 8 h 58 min 6 s  |
| 2013  | Camilla Pedersen    | 8 h 56 min 1 s  | Jodie Swallow      | 8 h 58 min 43 s | Kristin Möller     | 9 h 1 min 55 s  |
| 2012  | Caroline Steffen    | 8 h 52 min 23 s | Anja Beranek       | 9 h 5 min 41 s  | Corinne Abraham    | 9 h 21 min 3 s  |
| 2011  | Caroline Steffen    | 9 h 12 min 13 s | Lucie Reed         | 9 h 13 min 46 s | Sonja Tajsich      | 9 h 14 min 14 s |
| 2010  | Sandra Wallenhorst  | 9 h 4 min 27 s  | Caroline Steffen   | 9 h 6 min 42 s  | Yvonne van Vlerken | 9 h 10 min 21 s |
| 2009  | Sandra Wallenhorst  | 8 h 58 min 8 s  | Yvonne van Vlerken | 9 h 2 min 18 s  | Nicole Leder       | 9 h 5 min 16 s  |
| 2008  | Chrissie Wellington | 8 h 51 min 24 s | Nicole Leder       | 9 h 17 min 26 s | Wenke Kujala       | 9 h 24 min 54 s |
| 2007  | Nicole Leder        | 9 h 4 min 11 s  | Andrea Brede       | 9 h 4 min 16 s  | Nina Eggert        | 9 h 12 min 18 s |
| 2006  | Andrea Brede        | 9 h 16 min 17 s | Nina Eggert        | 9 h 24 min 8 s  | Lisbeth Kristensen | 9 h 24 min 31 s |
| 2005  | Lisa Bentley        | 9 h 15 min 31 s | Nina Eggert        | 9 h 26 min 22 s | Imke Schiersch     | 9 h 36 min 3 s  |
| 2004  | Nina Kraft          | 8 h 58 min 37 s | Nina Eggert        | 9 h 33 min 37 s | Imke Schiersch     | 9 h 52 min 56 s |
| 2003  | Nina Kraft          | 9 h 3 min 11 s  | Lori Bowden        | 9 h 22 min 24 s | Tina Walter        | 9 h 27 min 48 s |
| 2002  | Katja Schumacher    | 9 h 15 min 32 s | Nina Fischer       | 9 h 22 min 30 s | Liz Vitai          | 9 h 34 min 4 s  |

## Parcours
L'épreuve de natation de 3,8 km se déroule à Waldsee Langen à 15 km environ de Francfort. Dans une ancienne gravière minière transformée en lac artificiel de loisirs. Le circuit se pratique en deux boucles avec une courte sortie d'eau entre chaque boucle dite : « sortie à l'australienne ». À l’origine l'organisation pense tout d'abord à réaliser l’épreuve dans la rivière Main à Francfort pour n'avoir qu'une seule zone de transition, mais les risques sanitaires dus à la qualité de l'eau, comme une réduction du débit d'eau du barrage en amont et du trafic fluvial pendant 48 heures se sont avérés impossible à mettre en œuvre.